# حسنلو (خدا أفرين)
حسنلو هي قرية في مقاطعة خدا أفرين، إيران. عدد سكان هذه القرية هو 52 في سنة 2006.